# Оперативный эксперимент
Операти́вный экспериме́нт — это оперативно-разыскное мероприятие, состоящее в негласном изучении деятельности определенного лица в специально созданных условиях.
Оперативный эксперимент проводится на основании постановления, утверждённого руководителем органа, осуществляющего оперативно-разыскную деятельность, в целях выявления, пресечения и раскрытия преступлений. При этом если в ходе эксперимента проверяемое лицо совершает действия, содержащие признаки преступления, то оно привлекается к уголовной ответственности. Оперативный эксперимент может быть произведен также путём применения различных «ловушек» или «приманок» в отношении неизвестных лиц с целью выявления тех, кто совершает серийные преступления. Результаты оперативного эксперимента оформляются актом и могут служить основанием как для выдвижения версий по делу, так и для принятия решения о возбуждении уголовного дела и о задержании подозреваемого.
Оперативные эксперименты обычно проводятся в отношении латентных преступлений, в частности для изобличения взяточников, торговцев наркотиками, продавцов и покупателей незаконного оружия. Широко распространены оперативные эксперименты и в деятельности органов контрразведки. Причем мероприятия часто бывают сопряжены с риском для жизни контрразведчиков (такая ситуация показана, например, в романе «В августе сорок четвёртого»).
По российскому закону «Об оперативно-розыскной деятельности» оперативный эксперимент допускается только тогда, когда имеются сведения о признаках готовящегося или уже совершаемого длящегося преступления, кроме преступлений небольшой тяжести, а также о лицах, это преступление подготавливающих, совершающих или совершивших. Проведение оперативного эксперимента требуется, чтобы поставить под контроль и наблюдение правоохранительных органов уже начавшиеся преступные процессы, уже имеющее место посягательство на охраняемые уголовным законом частные или государственные интересы. Российским законодательством не допускается провокация преступления — так, например, явно незаконным будет «эксперимент» по вручению взятки лицу, её не просившему и не намекавшему на неё, тем более без его явного согласия. Но разграничить законный эксперимент с провокацией зачастую сложно.
В России известны случаи проведения оперативных экспериментов при которых возбуждаются уголовные дела на водителей, предлагающих сотрудникам ДПС взятки за отказ от составления протокола административного правонарушения. Коллегия правовой защиты автовладельцев вынуждена была обратиться в Генеральную прокуратуру РФ с заявлением, что проводить оперативно-разыскные мероприятия в отношении лиц, которые не совершили преступление, противозаконно. Дела были закрыты.
В 2008 году сообщалось, что в МВД России готовятся поправки в закон «Об оперативно-розыскной деятельности», в которых предлагалось «снять ограничения на проведение оперативного эксперимента для выявления и раскрытия коррупционных правонарушений, совершаемых должностными лицами, в том числе выполняющими управленческие функции в коммерческих и иных организациях», что позволило бы провоцировать на получение взятки любое должностное лицо. Это предложение вызвало протесты со стороны адвокатов и правозащитников и поправки приняты не были, несмотря на то, что подобная практика существует в США.